# Joseph Radspieler
Joseph Radspieler (* 12. August 1819 in München; † 2. März 1904 ebenda) war ein Münchner Vergolder, Königlich Bayerischer Hoflieferant für Raumausstattungen, sowie Kommunalpolitiker.

## Biographie
Joseph Radspieler stammte aus einer Familie von Möbelherstellern. Sein Vater war Josef Ratspieler (1772–1835) aus München, seine Mutter Terese Schreiber (1770–1827) aus Aholming in Niederbayern. Joseph Radspieler verheiratete sich am 4. August 1841 mit der Tochter eines nach München zugewanderten Engländers, Maria Hatton (1818–1896), mit der er zwei leibliche Kinder hatte (Franz und Maria), sowie ein Ziehkind (Anton Ludwig Lippert).
Sein Neffe war der österreichische Genremaler Joseph Munsch.
Nachdem der gelernte Vergolder sich anfänglich im Haus-zu-Haus-Geschäft mit einem Bauchladen für Bilderrahmen erstes Geld verdient hatte, gründete er 1841 zusammen mit Anton Lippert ein Unternehmen für exklusive Raumausstattungen (F. Radspieler & Cie., Nachf. A. Lippert Königl.-Bayer.- Hofvergolder).
1848 erwarb er, vermutlich finanziell weitgehend durch seinen Schwiegervater unterstützt, für 60.000 Gulden von einem Grafen zu Rechberg das 1678 erbaute barocke Palais Rechberg im Hackenviertel in der Münchner Altstadt; damalige Anschrift Hundskugel 7, heute Hackenstr. 7). Während seines Aufenthaltes in München hatte 1827/28 Heinrich Heine dort gewohnt. Radspieler eröffnete in dem Haus, in dem er nunmehr Wohnung bezog, auch ein „Vergolderwaarengeschäft“ samt Werkstatt. Später ließ er es im Zuge einer Verbreiterung der Hackenstraße aufstocken und umbauen; seither ist die ursprüngliche Rückseite die Frontseite; außerdem weist es heute eine frühklassizistische Fassade auf.
Bald wurde Radspieler das Privileg eines Königlich Bayerischen Hoflieferanten verliehen. Neben Möbeln, darunter der Thronsessel des Königs, wurden auch Bilder- und Spiegelrahmen, Stoffe usw. für die Königsschlösser produziert. Radspieler belieferte sowohl König Ludwig I. als auch dessen Enkel Ludwig II. In einem Schreiben Ludwigs II., das noch im Besitz der Nachkommen Radspielers ist, ermahnte ihn der König, „doch endlich pünktlich zu liefern“.
1849 wurde Joseph Radspieler ordentliches Mitglied km Polytechnischen Verein für das Königreich Bayern.
Radspieler betätigte sich auch politisch. In den Wirren der Märzrevolution von 1848 sprach Radspieler zusammen mit den Kaufleuten Karl Rosipal und Karl Reschreiter, sowie dem Verleger Paul Zipperer als Bürgerabordnung bei König Ludwig I. vor und versuchte, diesen zu Zugeständnissen an die Revolutionäre zu bewegen.
Radspielers Unternehmen florierte weiter und er war zu einigem Wohlstand gelangt. 1851 lag er bereits auf Rang 169 der höchstbesteuerten Gemeindebevollmächtigten Münchens.
1859/60 war er an der Innenrenovierung der Münchner Asamkirche beteiligt.
Ende der 1860er Jahre war Radspieler Gründungsmitglied der Bayerischen Patriotenpartei, einer katholischen, partikularistischen Sammlungsbewegung und Vorläuferin der Bayerischen Volkspartei. Ab 1869 war die Bayerische Patriotenpartei stärkste Partei in der Abgeordnetenkammer. Im Gegensatz zu den Liberalen war sie regierungskritischer eingestellt, forderte von Ludwig II. wiederholt die Entlassung der Minister. 1869 erwarb Radspieler zusammen mit dem Großhändler Jakob Steiner (1815–1873) und dem Privatier Franz Göttner die 1856 von dem Münchner Buchhändler Lentner gegründete konservative Zeitung Bayerischer Kurier. Steiner und Göttner waren wie Radspieler Mitbegründer und Mitglieder des provisorischen Ausschusses des Patriotischen Vereins in München. Die Zeitung (Auflage im Gründungsjahr über 10.000 Exemplare) sollte ein Sprachrohr des katholischen Bürgertums und Adels gegen die liberale Zeitung Münchner Neueste Nachrichten (eine Vorläuferin der Süddeutschen Zeitung) sein.
Von 1888 bis 1899 war Radspieler Bürgerlicher Magistratsrat (Stadtrat) in München. Bereits 1889 verlieh ihm die Stadt München für „Ausgezeichnete der Gemeinde geleistete Dienste“ die Goldene Bürgermedaille der Landeshauptstadt München. Die Verleihung ist auf den Ehrentafeln im oberen Foyer des Alten Rathauses vermerkt.
Das „Radspieler“-Haus, das auch weiterhin als Palais Rechberg bezeichnet wird, ist bis heute als gleichnamiges und familiengeführtes Geschäft für gehobene Inneneinrichtungen mit eigener Schreinerei erhalten. Es ist mit einem der wenigen erhaltenen typischen Altmünchner Innenhöfe eine Münchner Sehenswürdigkeit.

## Grabstätte

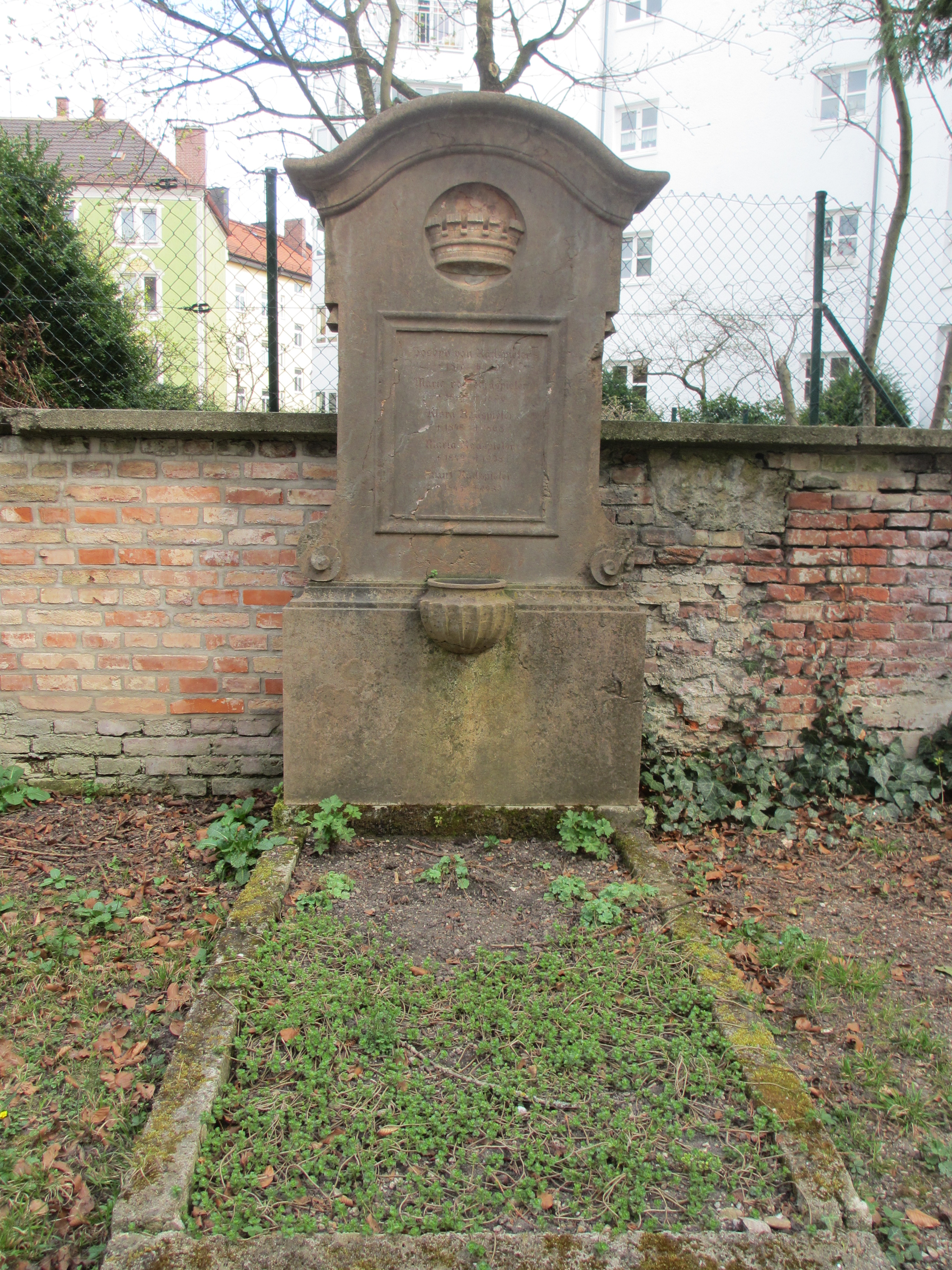
Grab von Joseph Radspieler auf dem Alten Südlichen Friedhof in München

Die Grabstätte von Joseph Radspieler befindet sich auf dem Alten Südlichen Friedhof in München (Mauer Links Platz 125 bei Gräberfeld 3/5) Standort.